# تشوشي (تشيبا)
تشوشي (باليابانية: 銚子市 تشوشي-شي) هي مدينة في محافظة تشيبا، اليابان، تطل على المحيط الهادي تأسست في 11 فبراير 1933. وهي أقصى مدينة إلى الشرق في منطقة طوكيو الكبرى.

## المناخ
يظهر الجدول التالي التغييرات المناخية على مدار السنة لتشوشي:
| البيانات المناخية لـتشوشي         | البيانات المناخية لـتشوشي | البيانات المناخية لـتشوشي | البيانات المناخية لـتشوشي | البيانات المناخية لـتشوشي | البيانات المناخية لـتشوشي | البيانات المناخية لـتشوشي | البيانات المناخية لـتشوشي | البيانات المناخية لـتشوشي | البيانات المناخية لـتشوشي | البيانات المناخية لـتشوشي | البيانات المناخية لـتشوشي | البيانات المناخية لـتشوشي | البيانات المناخية لـتشوشي |
| الشهر                             | يناير                     | فبراير                    | مارس                      | أبريل                     | مايو                      | يونيو                     | يوليو                     | أغسطس                     | سبتمبر                    | أكتوبر                    | نوفمبر                    | ديسمبر                    | المعدل السنوي             |
| --------------------------------- | ------------------------- | ------------------------- | ------------------------- | ------------------------- | ------------------------- | ------------------------- | ------------------------- | ------------------------- | ------------------------- | ------------------------- | ------------------------- | ------------------------- | ------------------------- |
| متوسط درجة الحرارة الكبرى °م (°ف) | 9.9 (49.8)                | 9.8 (49.6)                | 11.8 (53.2)               | 16.1 (61.0)               | 19.8 (67.6)               | 22.2 (72.0)               | 25.4 (77.7)               | 27.9 (82.2)               | 25.2 (77.4)               | 20.8 (69.4)               | 16.8 (62.2)               | 12.4 (54.3)               | 18.2 (64.7)               |
| المتوسط اليومي °م (°ف)            | 5.8 (42.4)                | 6.1 (43.0)                | 8.5 (47.3)                | 13.0 (55.4)               | 16.8 (62.2)               | 19.4 (66.9)               | 22.6 (72.7)               | 24.9 (76.8)               | 22.7 (72.9)               | 18.2 (64.8)               | 13.6 (56.5)               | 8.6 (47.5)                | 15.0 (59.0)               |
| متوسط درجة الحرارة الصغرى °م (°ف) | 1.7 (35.1)                | 2.5 (36.5)                | 5.1 (41.2)                | 10.0 (50.0)               | 14.1 (57.4)               | 17.1 (62.8)               | 20.5 (68.9)               | 22.8 (73.0)               | 20.7 (69.3)               | 15.5 (59.9)               | 10.1 (50.2)               | 4.6 (40.3)                | 12.1 (53.7)               |
| الهطول مم (إنش)                   | 78.7 (3.10)               | 96.9 (3.81)               | 128.5 (5.06)              | 128.4 (5.06)              | 141.0 (5.55)              | 173.5 (6.83)              | 100.9 (3.97)              | 107.7 (4.24)              | 186.0 (7.32)              | 216.8 (8.54)              | 122.7 (4.83)              | 76.5 (3.01)               | 1٬557٫6 (61.32)           |
| متوسط تساقط الثلوج سم (إنش)       | 0 (0)                     | 1 (0.4)                   | 0 (0)                     | 0 (0)                     | 0 (0)                     | 0 (0)                     | 0 (0)                     | 0 (0)                     | 0 (0)                     | 0 (0)                     | 0 (0)                     | 0 (0)                     | 1 (0.4)                   |
| متوسط الرطوبة النسبية (%)         | 60                        | 62                        | 66                        | 75                        | 80                        | 87                        | 89                        | 86                        | 82                        | 74                        | 69                        | 64                        | 75                        |
| ساعات سطوع الشمس الشهرية          | 166.6                     | 144.0                     | 163.0                     | 165.9                     | 188.1                     | 137.5                     | 163.0                     | 215.3                     | 141.8                     | 133.8                     | 132.1                     | 159.9                     | 1٬911                     |
| المصدر: NOAA (1961-1990)          |                           |                           |                           |                           |                           |                           |                           |                           |                           |                           |                           |                           |                           |

## أعلام
- ايجي اوكادا
- كازونوري شينوزوكا
- كوني يا دايني
- هايوكي كيكوتشي
- ريوتا مياوتشي

## وصلات خارجية
- الموقع الرسمي للمدينة